# 신기복
신기복(1909년 3월 8일~1994년 3월 16일)은 대한민국의 정치인이다. 제5대 국회의원을 지냈다.

## 역대 선거 결과
|  | 30.61% |

|  | 0% |

|  | 5.22% |